# بول موترد
بول موترد (1892-1972) (بالفرنسية: Paul Mouterde)‏ راهب وعالم نبات فرنسي. كان من أهم علماء النبات الذين عملوا في سورية ولبنان، حيث جمع عينات نباتية كثيرة من مختلف المناطق في القطرين. نشر العديد من المساهمات حول نباتات بلاد الشام مثل «فلورا جبل الدروز» في عام 1953، و«الفلورا الجديدة للبنان وسورية» (بالفرنسية: Nouvelle flore du Liban et de la Syrie)‏ في ثلاثة مجلدات ظهرت في أعوام 1966 و1970، والثالث تأخر بسبب الحرب الأهلية في لبنان، ونشر في عام 1983.